# Metopina reflexa
Metopina reflexa är en tvåvingeart som beskrevs av Borgmeier 1969. Metopina reflexa ingår i släktet Metopina och familjen puckelflugor.
Artens utbredningsområde är Puerto Rico. Inga underarter finns listade i Catalogue of Life.